# Anelaphus fasciatum
Anelaphus fasciatum là một loài bọ cánh cứng trong họ Cerambycidae.